# Теодорос Колокотроніс

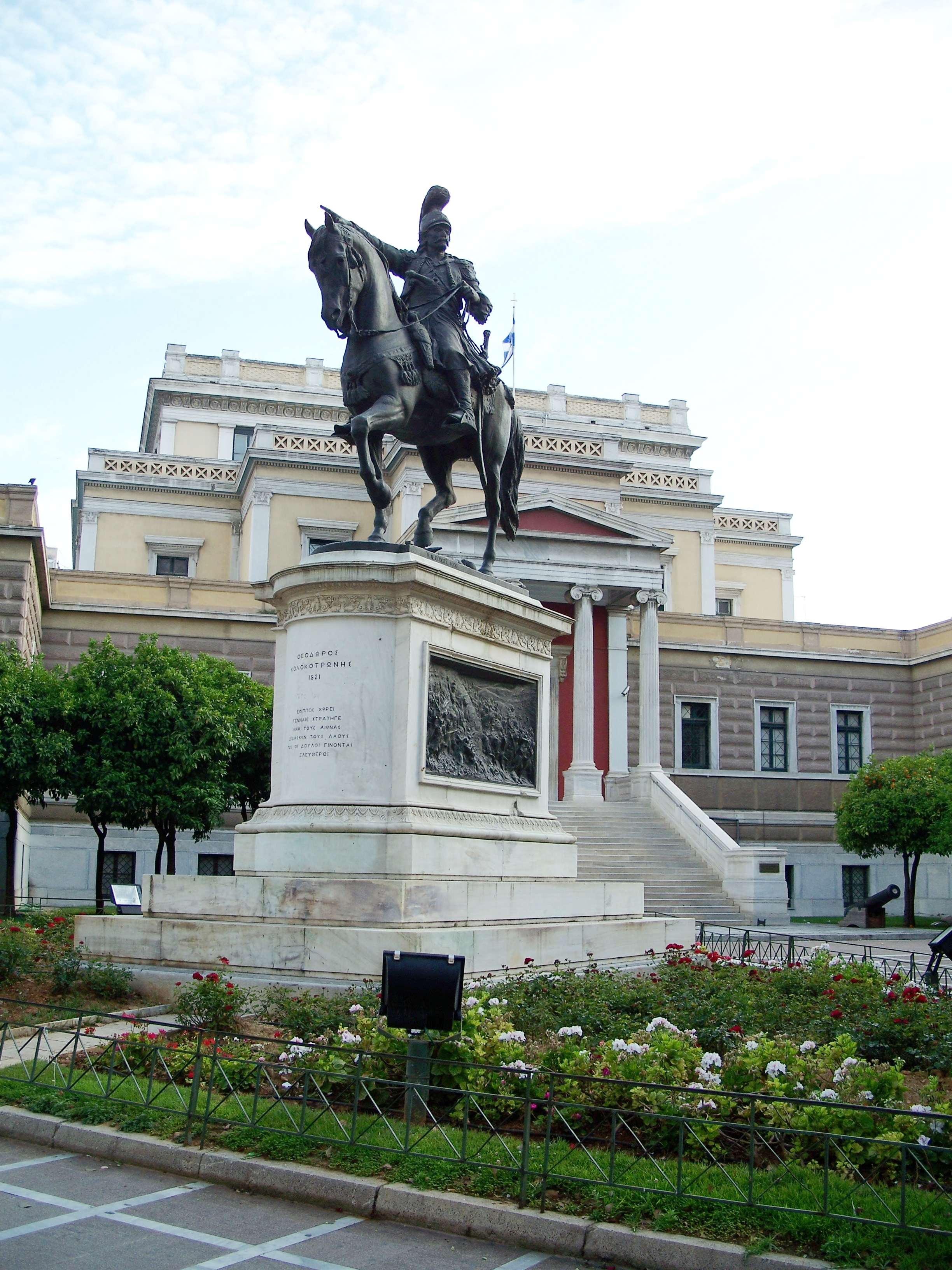
Пам'ятник Теодоросу Колокотронісу перед Національний історичним музеєм, Афіни

Теодо́рос Колокотро́ніс (грец. Θεόδωρος Κολοκοτρώνης; 3 квітня 1770, Рамавуні, Мессенія — 4 лютого 1843, Афіни) — клефт, грецький полководець періоду національно-визвольної революції 1821-29 років, фельдмаршал; член таємного товариства Філікі Етерія; у післявоєнний час політик, нетривалий час прем'єр-міністр Греції. Національний герой країни.

## Ранні роки
Походив з родини клефтів Пелопоннесу. Ранні роки провів в Мореї, де стояв на чолі загону таких самих сміливців, яким був і він сам. Рятуючись від турецьких переслідувань, втік в 1806 року на Іонічні острови, де вступив на військову службу і дослужився до майорського чину.

## Грецька революція
Лише тільки в Мореї спалахнуло повстання 1821 року, Колокотроніс одразу повернувся на батьківщину. Військовий талант, особиста відвага у поєднанні з професійною підготовкою, отриманою на службі у грецьких підрозділах на Іонічних островах, тісні зв'язки із селянством зробили Колокотроніса одним з видатних керівників грецьких національних сил. Під його командуванням повстанці 26 вересня (8 жовтня) 1821 оволоділи Триполі, влітку 1822 року розгромили турецьку армію Махмуда ІІ.
1823 року Народні збори призначили його головнокомандувачем всіма військами Мореї і віце-президентом тимчасового уряду, в якому де-факто він був одноосібним правителем. На цих Зборах особливо різко позначилися честолюбство і невна недисциплінованість характеру Колокотроніса. Народні збори, в яких брали участь представники різних партій, у вигляді протесту проти обрання Колокотроніса, незабаром вибрали й інший уряд на чолі із Георгіосом Кунтуріотісом. Ворожнеча між двома урядами дійшла до збройної боротьби, в якій перемогла «партія порядку» Кунтуріотіса. Ватажок, так званої, «військової партії» Теодорос Колокотроніс був узятий у полон і ув'язнений на острові Ідра.
Однак через 4 місяці, 1825 року, військові невдачі примусили уряд звільнити Колокотроніса і поставити його на чолі 10 000-го корпусу. В 1825—27 роках Колокотроніс, будучи головнокомандувачем грецькими військами Пелопоннесу, з успіхом застосував тактику партизанської війни проти переважаючих сил єгипетського полководця Ібрагіма-паші. Однак і його військовий талант виявився б заслабким, якби не переломне значення Наваринської битви.
Хоча Колокотроніс належав до демократичного крила керівництва революцією, в ході її він не зайняв чіткої політичної позиції і іноді вступав в угоди з великими землевласниками Пелопоннесу. З 1827 року був прихильником Іоанніса Каподистрії. На Тройзенських Народних зборах в квітні 1827 року Колокотроніс гаряче відстоював графа Каподістрію, як президента Греції, проти кандидатури Александроса Маврокордатоса, на підтримку якого виступала «міська партія».

## Післявоєнні роки
В роки правління Іоанніса Каподистрії Колокотроніс залишався головнокомандувачем військами Мореї і посилено підтримував президента. Після смерті останнього Колокотроніс як член призначеного Грецьким парламентом тимчасового уряду (разом із Августиносом Каподистрією та Іоаннісом Колеттісом), діяв у дусі «російської партії», всіма силами розпалюючи пристрасті, хапаючись за зброю при кожній нагоді. Він сприяв обранню Августиноса Каподистрії на пост президента, і на ньому, головним чином, лежить відповідальність за міжусобну війну, що закінчилася його поразкою і зреченням Каподистрії.
У призначеному пізніше тимчасовому уряді, який проіснував всього кілька днів (отримав назву «комітет п'яти»: Теодорос Колокотроніс, Іоанніс Колеттіс, Заїміс, Константінос Метаксас і Будуріс), Колокотроніс був фактично володарем. Однак коли Колеттіс перетворив уряд на «комітет семи», Колокотроніс не потрапив до нього і опинився в опозиції. Негайно він схопився за зброю. Нова поразка його в 1833 році на короткий час дало Греції зовнішній спокій. З прибуттям до Греції короля Оттона I Колокотроніс опинився у стані незадоволених тиранією нового уряду, хоча уряд в цьому відношенні тільки продовжувало політику Каподистрії.
1834 року Колокотроніс разом зі своїм сином Геннайосом Колокотронісом засуджені за участь у антиурядовій змові. Вироком була смертна кара, але за кілька місяців король помилував обох Колокотронісів, покарання замінили на 20 років ув'язнення. Однак за рік Теодороса Колокотроніса не тільки звільнили з-під варти, але й навіть відновили в чині генерала, нагородили Орденом Спасителя і призначили членом Державної ради. Це примирило його з урядом.
Помер Теодорос Колокотроніс 1843 року в Афінах. Після смерті були опубліковані його мемуари «Διήγησις συμβαντων τής έφληνικής λυλής 1770—1836», 1892 року перекладені Едмондом англійською мовою.